# Coton, Cambridgeshire
Coton är en ort och civil parish i Storbritannien.   Den ligger i distriktet South Cambridgeshire i grevskapet Cambridgeshire i riksdelen England, i den sydöstra delen av landet, 80 km norr om huvudstaden London. Coton ligger 36 meter över havet och antalet invånare är 773.
Terrängen runt Coton är platt. Runt Coton är det ganska tätbefolkat, med 160 invånare per kvadratkilometer. Närmaste större samhälle är Cambridge, 4,0 km öster om Coton. Trakten runt Coton består till största delen av jordbruksmark.